# Saint-Mexant
Saint-Mexant este o comună în departamentul Corrèze din centrul Franței. În 2009 avea o populație de 1.135 de locuitori.

## Evoluția populației
| An        | 1975 | 1982 | 1990  | 1999  | 2006  | 2009  |
| --------- | ---- | ---- | ----- | ----- | ----- | ----- |
| Populație | 757  | 916  | 1.049 | 1.030 | 1.051 | 1.135 |